# Vita örnens orden (Ryssland)

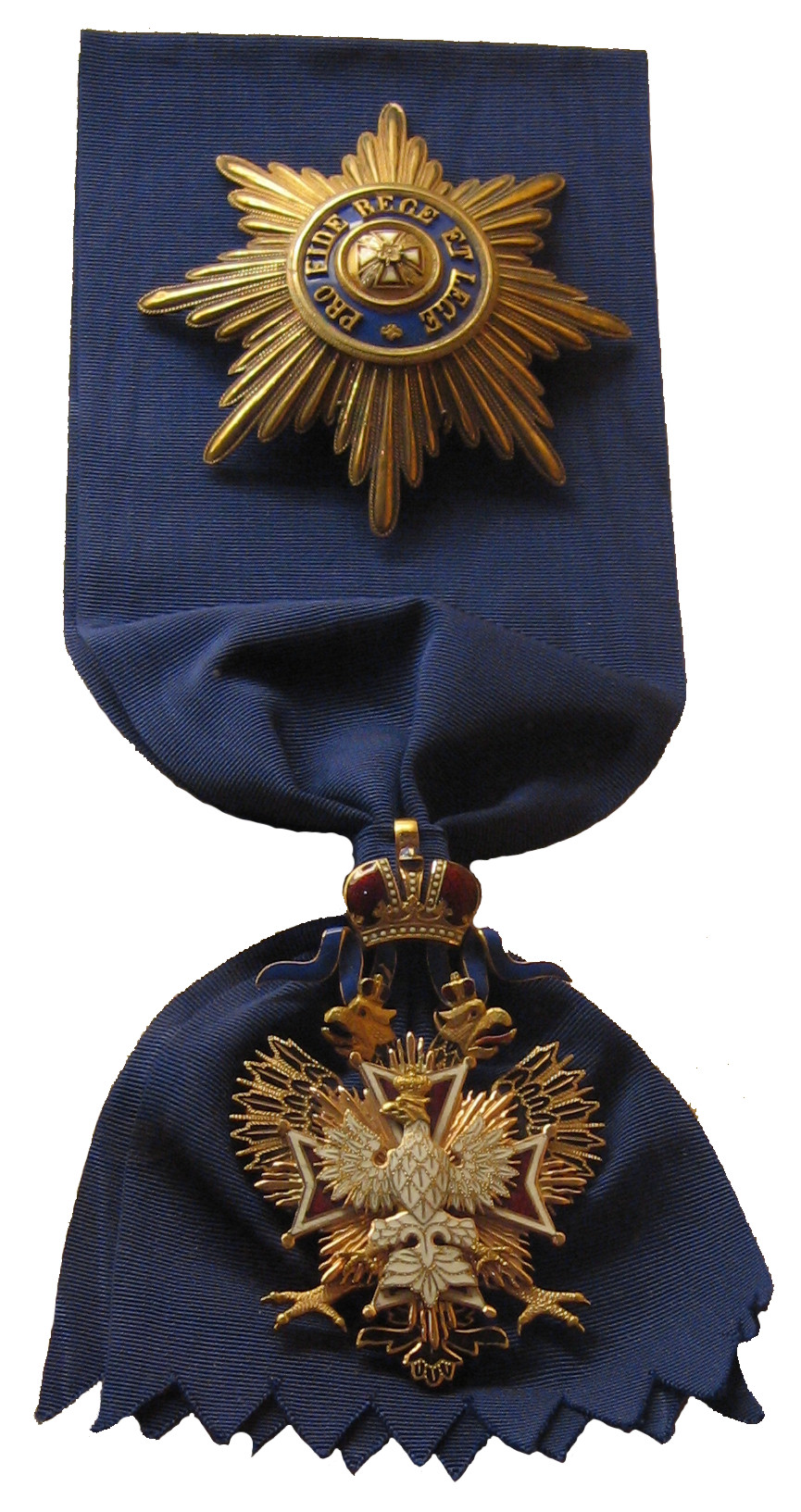
Ordens tecken

Vita örnens orden (ryska: Орден Белого орла, Orden Belogo orla) var en rysk orden som grundades år 1831 då en polsk orden av samma namn inlemmades i Ryska imperiets ordenssystem. Orden var den 8:e högst orden i Ryssland, d.v.s. den lägsta. Orden avskaffades tillsammans med ryska monarkin, och den polska orden återgrundades.
Orden bestod av en grad:
- riddare